# سیارک ۳۷۶۹
سیارک ۳۷۶۹ (به انگلیسی: 3769 Arthurmiller، نامگذاری:1967UV) سه هزار و هفتصد و شصت و نهمین سیارک کشف شده‌است که در ۳۰ اکتبر ۱۹۶۷ کشف شد.